# Frank Scholtysek
Frank Scholtysek (* 29. November 1967 in Paderborn) ist ein deutscher Politiker (AfD). Er war von 2016 bis 2021 Mitglied des Abgeordnetenhauses von Berlin.

## Leben
Scholtysek studierte ab 2000 Wirtschaftsingenieurwesen an der Fachhochschule Lippe und schloss 2003 mit dem Diplom ab. Er arbeitet als selbstständiger Ingenieur und als Immobiliensachverständiger.
Er wohnt in Berlin.

## Politik
Bei der Wahl zum Berliner Abgeordnetenhaus von 18. September 2016 trat Scholtysek im Wahlkreis Treptow-Köpenick 3 an. Er erlangte mit einem Stimmenanteil von 23,8 Prozent eines von fünf Direktmandaten der AfD. Scholtysek ist stellvertretender Vorsitzender der AfD-nahen Akademischen Erasmus-Stiftung.
Frank Scholtysek lehnt den Berliner Mietendeckel ab.
Im Juni 2020 bezeichnete er die im Rahmen der Covid-19-Pandemie angelegten Pop-up-Radwege als rechtswidrig und reichte eine Klage gegen die Senatsverwaltung ein. Durch die Radwege würden nach seiner Auffassung „Kraftfahrern durch politische Willkür die Nutzung von Straßen verwehrt“. Das Verwaltungsgericht entschied zunächst im Sinne Scholtyseks, das Oberverwaltungsgericht setzte jedoch im Oktober 2020 dessen Beschluss vorläufig außer Vollzug und bestätigte am 6. Januar 2021 diese Entscheidung endgültig. Im Januar 2021 zog Scholtysek daraufhin die Klage zurück und erklärte, die Klage weiterzuführen, „hätte Kosten verursacht, aber keine Änderung.“ Die Gerichtsentscheidung vom Januar kritisierte er als „politisch einseitiges Gefälligkeitsurteil“ und stellte mit dieser verbalen Entgleisung die Unabhängigkeit des Gerichts infrage.
Frank Scholtysek fordert die Einschränkung des Wahlrechts. Menschen ohne Berufsabschluss sollten nicht wählen dürfen.

## Belege
1. 1 2  Frank Scholtysek auf abgeordnetenwatch.de, abgerufen am 10. Oktober 2016.
2. ↑  Profil von Frank Scholtysek auf Xing, abgerufen am 10. Oktober 2016.
3. ↑  Frederik Bombosch: Diese fünf AfD-Politiker ziehen direkt ins Abgeordnetenhaus ein. In: Berliner Zeitung, 19. September 2016, abgerufen am 10. Oktober 2016.
4. ↑  Frank Scholtysek: Plenarprotokoll, 50. Sitzung, S. 5909. (PDF; 1,9 MB) In: parlament-berlin.de. 28. November 2019, abgerufen am 4. Dezember 2019.
5. ↑  Pop-up-Radwege: AfD-Politiker verklagt Senatsverwaltung. In: Berliner Zeitung. Abgerufen am 28. Juni 2020 (deutsch).
6. ↑  Berliner Pop-up-Radwege: Rechtsstreit beendet. In: Berliner Zeitung. Abgerufen am 19. Februar 2021 (deutsch).
7. ↑   AfD-Mann zieht Klage gegen Pop-up-Radwege zurück – und entgleist verbal. In: Der Spiegel, 19. Februar 2021, abgerufen am 20. Februar 2021.
8. ↑  Tweet von Frank Scholtysek vom 07. August 2020

| Personendaten    | Personendaten                  |
| ---------------- | ------------------------------ |
| NAME             | Scholtysek, Frank              |
| KURZBESCHREIBUNG | deutscher Politiker (AfD), MdA |
| GEBURTSDATUM     | 29. November 1967              |
| GEBURTSORT       | Paderborn                      |